# 브렌트 북월터
브렌트 북월터(영어: Brent Bookwalter, 1984년 2월 16일~)는 미국의 사이클 선수이다.